# روانشناسی سیستم‌ها
سیستم‌های روانشناسی (انگلیسی: Systems psychology) روانشناسی سیستمی یا رفتار سیستم‌ها، شاخه‌ای از روانشناسی نظری و روانشناسی کاربردی است، که رفتار و تجربه‌های انسانی را در سیستم‌های پیچیده را تحلیل و بررسی می‌کند. این شاخه از دانش روانشناسی، مفاهیم پایه خود را از نظریه سیستم‌ها و تفکر سیستمی الهام گرفته‌است و حاصل فعالیت نظری راجر بارکر، گرگوری بیتسون و هامبرتو ماتورانا می‌باشد.